# François-Josias de Saxe-Cobourg-Saalfeld
 (mars 2022).
Si vous disposez d'ouvrages ou d'articles de référence ou si vous connaissez des sites web de qualité traitant du thème abordé ici, merci de compléter l'article en donnant les références utiles à sa vérifiabilité et en les liant à la section « Notes et références ».
Pour les articles homonymes, voir François de Saxe-Cobourg-Saalfeld et François.
François Josias de Saxe-Cobourg-Saalfeld, né le 25 septembre 1697 à Saalfeld et mort le 16 septembre 1764 à Rodach, est duc de Saxe-Cobourg-Saalfeld de 1729 à sa mort.

## Famille
Fils de Jean-Ernest de Saxe-Saalfeld et de Charlotte-Jeanne de Waldeck-Wildungen, François de Saxe-Cobourg-Saalfeld épouse le 2 janvier 1723 Anne-Sophie de Schwarzbourg-Rudolstadt (1700-1780). Huit enfants sont nés de cette union :
- Ernest-Frédéric de Saxe-Cobourg-Saalfeld (1724-1800) ;
- Jean de Saxe-Cobourg-Saalfeld (1726-1745) ;
- Anne de Saxe-Cobourg-Saalfeld (1727-1728) ;
- Christian de Saxe-Cobourg-Saalfeld (25 janvier 1730 – 18 septembre 1797) ;
- Charlotte de Saxe-Cobourg-Saalfeld (1731-1810), épouse en 1755 Louis de Mecklembourg-Schwerin (mort en 1778) ;
- Frédérique de Saxe-Cobourg-Saalfeld (1733-1734) ;
- Frédérique Caroline de Saxe-Cobourg-Saalfeld (1735-1791), épouse en 1754 le margrave Christian II Frédéric de Brandebourg-Ansbach ;
- Frédéric Josias de Saxe-Cobourg-Saalfeld (1737-1815), baron de Rohman, épouse en 1789 Thérèse Stroffeck (postérité).

## Biographie
Dans sa jeunesse, François de Saxe-Cobourg-Saalfeld combat dans l'armée impériale. En 1724, après le mariage morganatique de son frère aîné Ernest-Christian de Saxe-Cobourg-Saalfeld, François de Saxe-Cobourg-Saalfeld réclame la totalité de l'héritage du duché, mais le testament de son père stipule que les deux frères doivent régner conjointement sur les duchés de Cobourg et Saalfeld. À la mort d'Ernest-Christian sans héritiers, François de Saxe-Cobourg-Saalfeld devient le seul duc régnant de Cobourg et Saalfeld. En 1733, il instaure la loi ordonnant le droit de primogéniture dans le duché. Cette loi est approuvée par l'empereur François Ier en 1747. De 1750 à 1755, François de Saxe-Cobourg-Saalfeld est régent du duché de Saxe-Weimar au nom du jeune duc Ernest-Auguste II.

## Descendance
François de Saxe-Cobourg-Saalfeld est entre autres l'ascendant du prince Albert de Saxe-Cobourg-Gotha, de la reine Victoria du Royaume-Uni ou d'Albert II de Belgique. Il appartient à la cinquième branche de la Maison de Wettin, elle-même issue de la deuxième branche. La Maison ducale de Saxe-Cobourg-Saalfeld appartient à la branche ernestine fondée par Ernest de Saxe.